# Żebrzący rozbitek

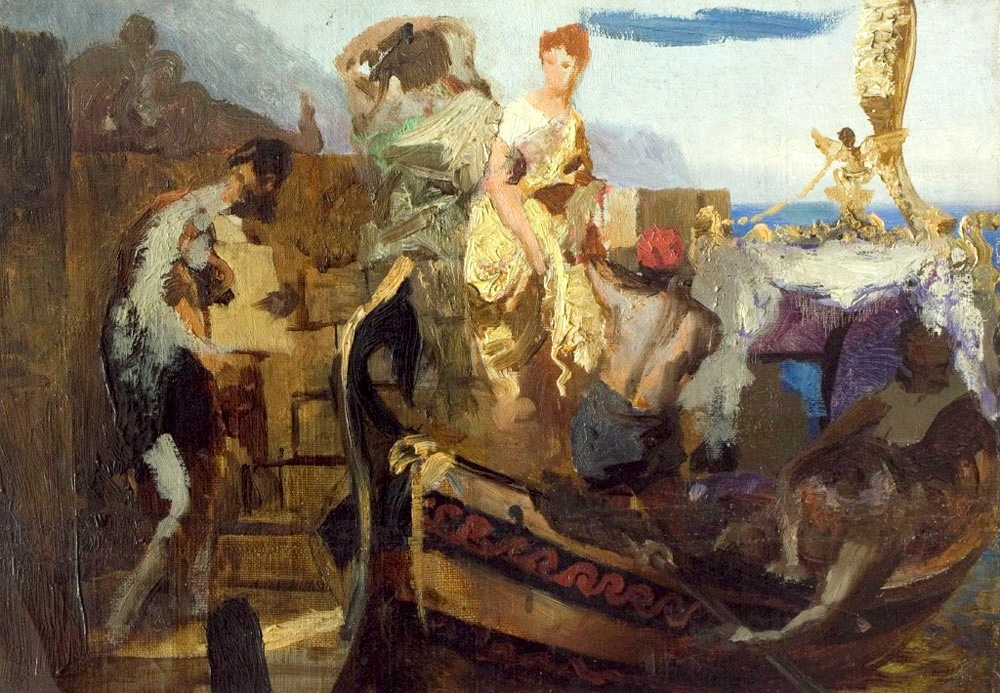
Szkic do obrazu

Żebrzący rozbitek – obraz olejny polskiego malarza akademickiego Henryka Siemiradzkiego z 1878 roku.
Obraz przedstawia rozbitka z zawieszonym na szyi obrazem tonącego okrętu, zwracającego się w stronę schodzącej do luksusowej łodzi bogato odzianej kobiety. Został zaprezentowany w 1878 roku na wystawie w Paryżu wraz z dwoma innymi dziełami artysty – Pochodniami Nerona oraz Wazon czy kobieta. Przedstawiona scena stanowi alegoryczny obraz zmienności ludzkiego życia. Obraz został wymieniony w Grand dictionnaire universel du XIXe siècle i Dictionnaire universel des contemporains jako przykład umieszczonej w krajobrazie starożytnym idealistycznej sceny rodzajowej.
W 2000 roku obraz został zakupiony w domu aukcyjnym Sotheby’s w Nowym Jorku przez biznesmena Ryszarda Krauzego, który odsprzedał go właścicielce domu aukcyjnego Polswiss Art Iwonie Büchner. Na zorganizowanej następnie w Warszawie aukcji obraz sprzedano prywatnemu kolekcjonerowi za rekordową dla polskiego rynku aukcyjnego sumę 2 130 000 zł. Do grudnia 2013 roku była to najwyższa w Polsce suma zapłacona za obraz.
26 listopada 2013 roku obraz sprzedany został za 1 082 500 £ w londyńskim oddziale domu aukcyjnego Sotheby’s. Wcześniej Ministerstwo Kultury i Dziedzictwa Narodowego uznało, iż obraz nie ma ważnego znaczenia dla polskiego dziedzictwa narodowego i zezwoliło na jego wywiezienie z kraju.